# Chiesa di Santa Maria del Gesù (Modica)
La chiesa di Santa Maria del Gesù (1478-1481) e l'annesso convento (1478-1520) sorgono a Modica.

## Storia
Le origini del complesso risalgono al 1478 quando i religiosi dell'Ordine dei frati minori osservanti si insediarono nel territorio restaurando un preesistente edificio francescano già presente almeno dal 1343, e grazie alla volontà e alla munificenza della contessa Giovanna Ximenes de Cabrera che finanziò l'opera, al fine di celebrarvi, nel gennaio del 1481, le nozze della propria figlia Anna con Fadrique Enrìquez, primo cugino del Re di Spagna Ferdinando il Cattolico.
Nel 600' il complesso subì i danni dei terremoti del 1613 e del 1693 che determinarono interventi e modifiche allo stesso.
Fino alla fine del seicento il complesso fu un importante luogo culturale, sede di studi di filosofia, teologia e di scrittura sacra; ospitò molti personaggi illustri dell spiritualità, tra i quali Placido Carrafa.
Successivamente all'Unità d'Italia, nel 1866, le strutture furono espropriate alla chiesa e il complesso venne adibito a carcere fino ai primi anni 90' quando venne avviato il progetto di restauro . 
A settembre 2010 la locale Soprintendenza ai Beni Culturali e Ambientali ha annunciato la conclusione dei lavori di restauro, mentre la storica riapertura al pubblico, dopo 146 anni di inaccessibilità, si è avuta il 20 aprile 2011, tramite l'ingresso principale della chiesa, essendo stato reso autonomo l'accesso alla struttura penitenziaria.
Dall'agosto 2016 la chiesa e il relativo chiostro sono nuovamente fruibili e aperti al pubblico.

### La facciata
La facciata, riferibile alla prima metà del XVI secolo, si distingue per il portale ogivale e fortemente strombato che si conclude, ai lati, in due pilastrini pronunciati, privi delle cuspidi che sono conservate al Museo Civico.
L’intero corpo del portale richiama analoghe manifestazioni artistiche dell’area iblea: Cappella della Candelora in Santa Maria delle Scale a Ragusa, il prospetto della Chiesa di Santa Maria della Croce a Scicli e, in misura minore, il Vecchio Portale di San Giorgio a Ragusa. La larga strombatura e la fertile decorazione con iconografie iperrealiste rappresentanti creature marine rientrano in una fase compresa tra gli ultimi due decenni del XV secolo e i primi due decenni del XVI secolo. Tale produzione è stata spesso messa in relazione a quella del Levante Iberico, tuttavia a una più attenta analisi rivela caratteristiche e suggestioni diversificate e complesse.
I capitelli delle colonnine del portale sono scolpiti con una decorazione a motivi fogliacei, stemmi nobiliari e una delle iconografie francescane più diffuse: le braccia incrociate di Cristo Crocifisso e di San Francesco.
Un cordone francescano incornicia la lunetta del portale all’interno della quale doveva trovarsi un bassorilievo raffigurante un Santo dell’Ordine francescano o una Madonna con bambino, il bassorilievo purtroppo non è più leggibile così come si sono quasi del tutto perse le tracce dei due scudi.
Due eleganti finestre monofore con rievocazioni moresche sono impaginate simmetricamente al di sopra del portale. Sotto la cornice marcapiano tra le due monofore sono presenti quattro stemmi, prive oramai delle decorazioni, alternati ad angeli inginocchiati scolpiti. Infine, al di sopra della trabeazione, è innestato il rosone. A sinistra rispetto al prospetto avanza la robusta torre campanaria.

### Cappella Riva
Il luogo di culto si presta alla sepoltura di numerose famiglie nobili: Agliata, Carbonaro, Cicala, Riva, Rosso, Salonia, Scorfani, Spinola, Vassallo, Zacco.  
Cristoforo Riva, nobile d'origini milanesi, edifica una cappella dedicata a Sant'Anna. Commissiona a Bernardino Nigro la realizzazione di una pala d'altare con la raffigurazione di Sant'Anna, della Vergine Maria, di Gesù in grembo alla madre, di San Giovannino, con ai lati i dottori della chiesa Sant'Ambrogio, arcivescovo di Milano, Sant'Agostino, oltre ad altre immagini di santi negli affreschi parietali della stessa cappella, per la grande devozione del committente verso Sant'Anna e i santi milanesi.

### Convento

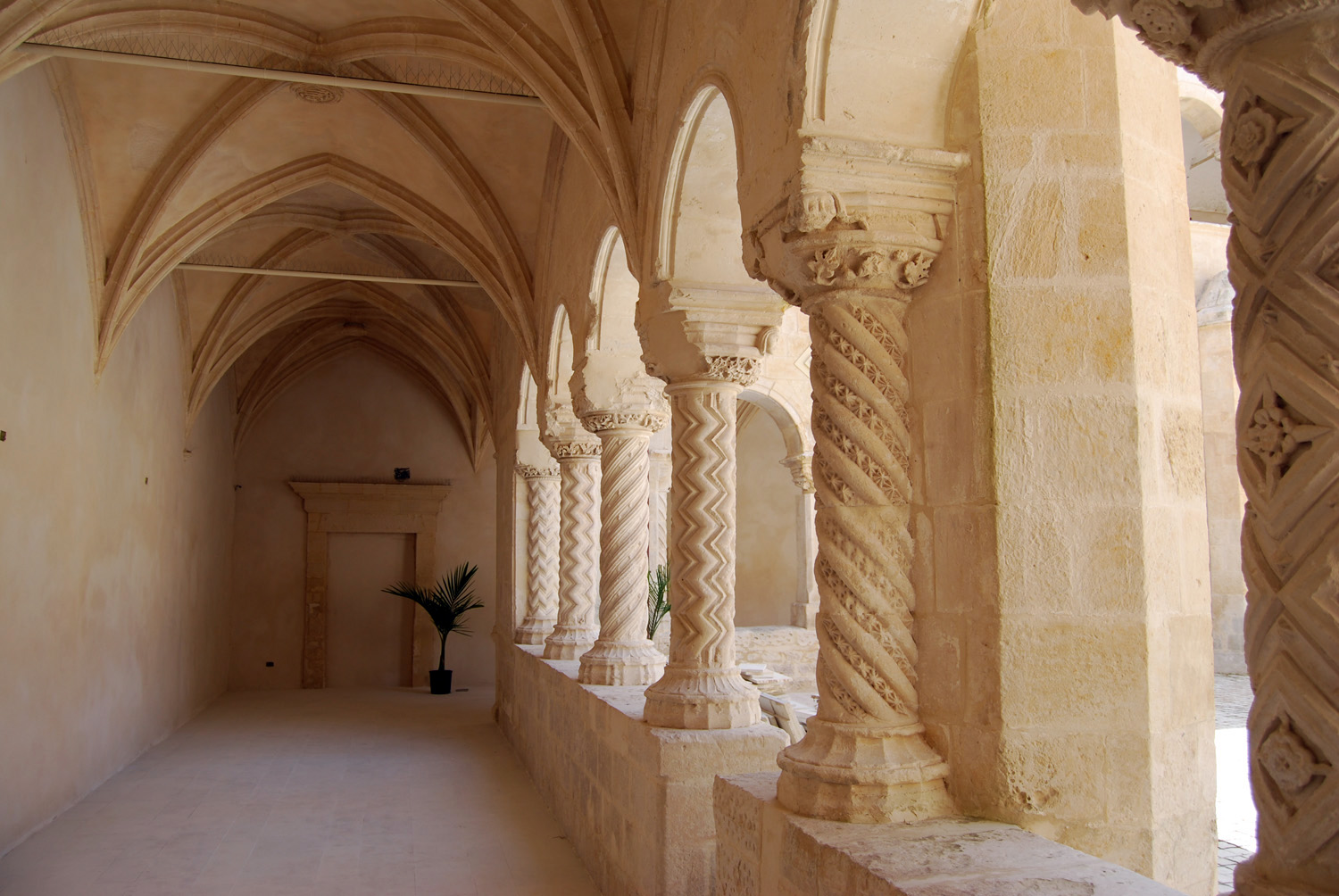
Chiostro di Santa Maria del Gesù dopo il restauro del 2010.

Già primitiva istituzione dell'Ordine francescano, le strutture furono ulteriormente perfezionate dai religiosi dell'Ordine dei frati minori osservanti. 

#### Chiostro
Il complesso conserva uno splendido chiostro a due ordini in stile tardogotico, con colonne variamente decorate e ognuna diversa dall'altra. Si tratta di un unicum in tutta l'Italia meridionale, che ha esempi stilistici sopravviventi in Catalogna.
Ambiente addossato sul lato sinistro della chiesa, a pianta quadrata, portici con otto luci ciascuno, volte a crociera con nervature al livello inferiore, loggiati al piano superiore. Pavimentazione con mattonelle, pozzo centrale con arco in conci di pietra.